# Єгипетська література
Єгипетська література — сучасна література єгипетського народу, що розвивається арабською мовою.
Становлення єгипетської літератури відбувалося в тісному зв'язку з ліванською, сирійською та літературами інших арабських країн на основі спільної культурної спадщини.
Як самостійне культурне явище Єгипетська література почала формуватися у 2-й половині XIX століття, коли виступили письменники-просвітники Ріфаа ат-Тахтаві, Алі Мубарак, Абдаррахман аль-Кавакібі, Мустафа Лутфі аль-Манфалуті, Абдаллах Факрі та інші.
Визначну роль в розвиткові суспільної думки та утвердженні нової літератури Єгипту відіграли поети і публіцисти М. Абдо, Касим Амін, М. Каміль, С. аль-Баруді, Я. Санну, А. Ісхак, В. Йєкун, А. Шаукі та інші. У цей період зароджувалася й національна драматургія — історико-патріотичні п'єси «Батьківщина» (1878) і «Араби» (1880) А. Надіма, «Завоювання Андалусії» М. Каміля (1893). Історичний роман у Єгипетській літературі започаткували ліванські емігранти Дж. Зейдан і Фарах Антун. Важливе значення для розвитку реалістичної прози мали повість «Зейнаб» М.Х. Хайкаля (1914) і особливо збірка оповідань «Що бачать очі» Мухаммеда Теймура (1917). 

## Джерело
- Лебединська Т.М. Єгипетська література нова // Українська літературна енциклопедія : В 5 т. / редкол.: І. О. Дзеверін (відповід. ред.) та ін. — К. : Голов. ред. УРЕ ім. М. П. Бажана, 1990. — Т. 2 : Д—К. , стор. 181